# مالو سردیشته
مالو سردیشته (به صربی: Malo Središte) یک منطقهٔ مسکونی در صربستان است که در ناحیه بانات جنوبی واقع شده‌است. مالو سردیشته ۷۸ نفر جمعیت دارد و ۲۵۴ متر بالاتر از سطح دریا واقع شده‌است.